# Pavel Urbánek

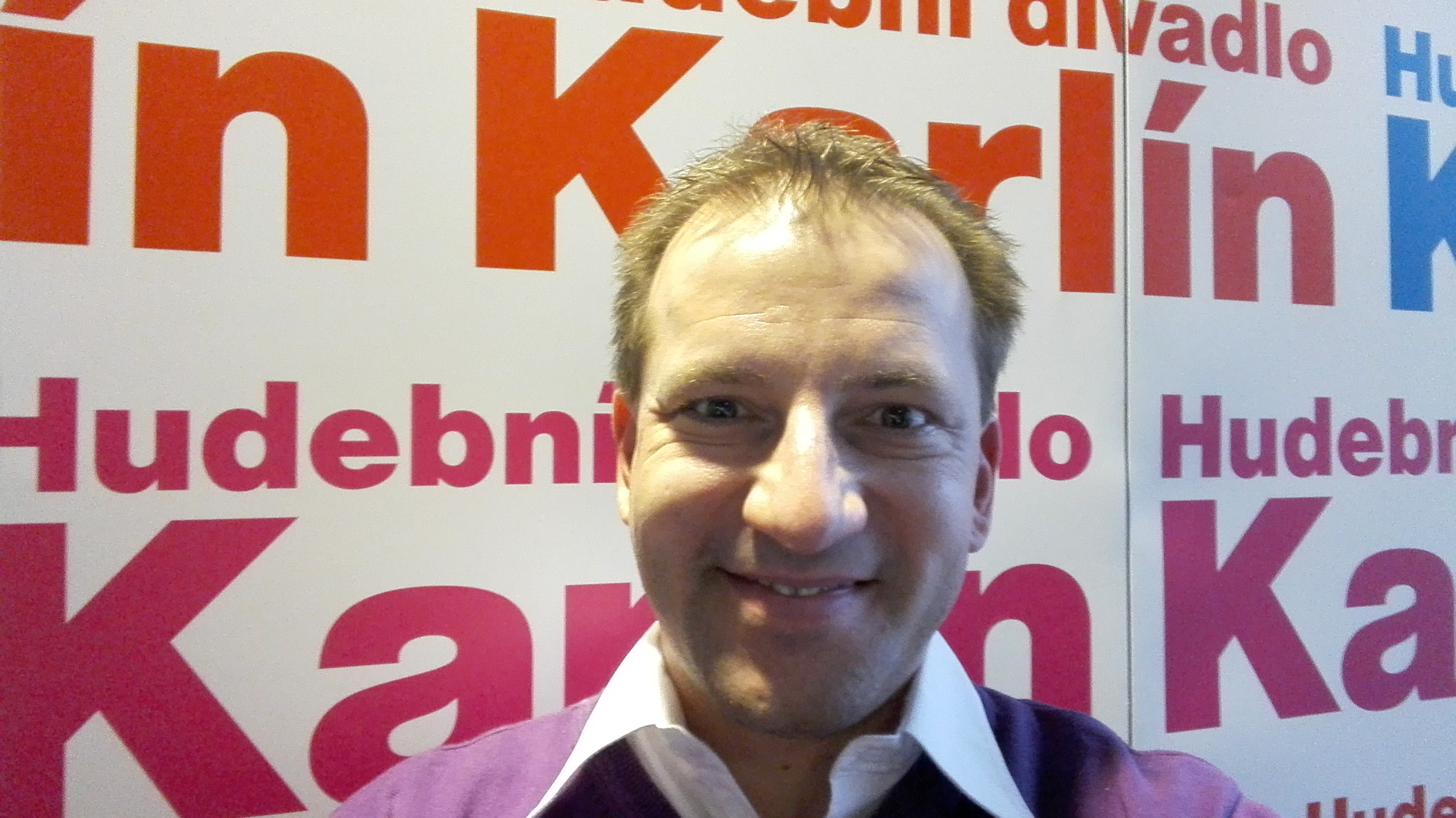
Karlín březen 2018

Pavel Urbánek (* 31. března 1980 Jindřichův Hradec, Československo[zdroj⁠?!]) je český filmový herec.

## Kariéra
K filmu se dostal díky konkurzu na filmovou trilogii založenou na známých českých anekdotách s názvem Kameňák. Režisér Zdeněk Troška v této trilogii obsadil mnoho doposud neznámých hereckých tváří a Pavel Urbánek získal roli Vildy.

## Filmografie
- 2003: Kameňák
- 2004: Kameňák 2
- 2005: Kameňák 3